# Championnat du monde de badminton par équipes mixtes 1991
Navigation
Jakarta 1989 Birmingham 1993
La Sudirman Cup 1991 est la 2e édition de cette compétition, appelée également Championnat du monde de badminton par équipes mixtes. La compétition s'est déroulée du 30 avril au 4 mai 1991 à Copenhague au Danemark.
La Corée du Sud remporte l'épreuve, en battant en finale l'Indonésie sur le score de 3 à 2.

## Groupe 1

### Groupe A
| Équipe 1  | Équipe 2 | Score |
| --------- | -------- | ----- |
| Indonésie | Chine    | 3-2   |
| Indonésie | Suède    | 4-1   |
| Chine     | Suède    | 3-2   |

### Groupe B
| Équipe 1     | Équipe 2 | Score |
| ------------ | -------- | ----- |
| Corée du Sud | Danemark | 4-1   |
| Corée du Sud | Japon    | 5-0   |
| Danemark     | Japon    | 4-1   |

### Demi-finales
| Équipe 1     | Équipe 2 | Score |
| ------------ | -------- | ----- |
| Indonésie    | Danemark | 3-2   |
| Corée du Sud | Chine    | 3-2   |

### Finale
| Équipe 1     | Équipe 2  | Score |
| ------------ | --------- | ----- |
| Corée du Sud | Indonésie | 3-2   |

## Classement final
Le premier de chaque groupe est promu dans le groupe précédent lors de l'édition suivante et le dernier est relégué dans le groupe suivant.
| Rang | Nation       |
| ---- | ------------ |
| 1    | Corée du Sud |
| 2    | Indonésie    |
| 3    | Danemark     |
|      | Chine        |
| 5    | Suède        |
| 6    | Japon        |

| Rang | Nation         |
| ---- | -------------- |
| 7    | Angleterre     |
| 8    | Pays-Bas       |
| 9    | Malaisie       |
| 10   | Taipei chinois |

| Rang | Nation           |
| ---- | ---------------- |
| 11   | Thaïlande        |
| 12   | Union soviétique |
| 13   | Écosse           |
| 14   | Canada           |

| Rang | Nation           |
| ---- | ---------------- |
| 15   | Australie        |
| 16   | Allemagne        |
| 17   | Nouvelle-Zélande |
| 18   | Hong Kong        |

| Rang | Nation     |
| ---- | ---------- |
| 19   | Inde       |
| 20   | Pologne    |
| 21   | Finlande   |
| 22   | États-Unis |

| Rang | Nation   |
| ---- | -------- |
| 23   | Norvège  |
| 24   | Irlande  |
| 25   | Islande  |
| 26   | Bulgarie |

| Rang | Nation   |
| ---- | -------- |
| 27   | Tchéquie |
| 28   | Suisse   |
| 29   | France   |
| 30   | Mexique  |

| Rang | Nation        |
| ---- | ------------- |
| 31   | Corée du Nord |
| 32   | Espagne       |
| 33   | Maurice       |
| 34   | Italie        |
| 35   | Malte         |